# Département du Wouri
Département du Wouri är ett departement i Kamerun.   Det ligger i regionen Kustregionen, i den sydvästra delen av landet, 210 km väster om huvudstaden Yaoundé.